# In nomine Domini
In nomine Domine (slovensko: V imenu Gospodovem) je papeška bula, ki jo je izdal papež Nikolaj II. na lateranski sinodi dne 13. aprila 1059 in določa način papeških volitev.

## Zgodovinsko ozadje
Skoraj komaj mesec dni po začetku papeževanja – izvoljen je bil 6. decembra 1058, a umeščen šele 24. januarja 1059 – in po uspešnem izgonu iz Rima Benedikta X. - , je papež Nikolaj II. sklical 13. aprila 1059 v Lateranu zborovanje, kjer je objavil bulo In nomine Domini, pomemben odlok o papeških volitvah. Duhovni oče tega odloka je bil nedvomno vplivni prenoviteljski kardinal Humbert. 

Listina je določila, da naj volijo papeža le kardinali-škofi, medtem ko ostali člani kardinalskega zbora  le prisostvuje volitvam; duhovščina in ljudstvo volitve le potrdijo z vzklikanjem (acclamatio). Na ta način so popolnoma izločili vpliv rimskega plemstva kot predstavnika rimskega ljudstva, ki ga je imelo v pokarolinškem obdobju pri papeških volitvah. Cesarja odlok mimogrede omenja, ne da bi mu določil posebno vlogo. Določeno je tudi, da se lahko opravijo volitve zunaj Rima, a prihodnji papež je lahko tudi od drugod. Pravzaprav odlok samo ozakonjuje prakso, ki so jo že začeli uveljavljati pod vplivom Hildebranda – prihodnjega Gregorja VII., pri izvolitvi Nikolaja II., ki je bil prvi papež, katerega niso izvolili v Rimu, ampak v Sieni, in sicer le kardinali – brez prisostvovanja rimske duhovščine in ljudstva. Nikolaj je utrdil način, ki je osvobodil Cerkev nadmoči rimskega plemstva in cesarjevega nadzora ter ji zagotovil nujno neodvisnost. V poznejših časih določbe niso doživele večjih sprememb. Omenimo pač odlok Licei de vitanda, s katerim je Aleksander III. leta 1179 zaupal izbor papeža vsem šklatnikom (in ne le kardinalom-škofom) – ter zahteval dvotretjinsko večino kardinalskega zbora.  

Odlok papeža Nikolaja II. urejuje papeške volitve in zagotavlja kardinalom osrednjo vlogo pri zadevi, po kateri so danes najbolj razpoznavni. V skladu s tem odlokom so volitve in vladanje Cerkve v času sedisvakance prehajali vedno bolj in bolj v njihove roke. Na Tretjem lateranskem vesoljnem cerkvenem zboru je 1179 papež Aleksander  dokončno omejil to odgovornost izključno na kardinalski zbor. 

### Povod za objavo odloka
Odlok je bil objavljen, ker je obstajal razkol znotraj Cerkve: poleg papeža Nikolaja II.  je obstajal tudi protipapež Benedikt X. . On se je sicer dokopal do papeštva po starih običajih, ki jih je predpisovalo cerkveno pravo. Rimsko plemstvo, ki bi ga hotelo zadržati na papeškem prestolu, očitno ni štedilo z denarjem, da bi doseglo kljub zavračanju kardinalov-škofov – odobravanje (laudatio) ljudstva. Benediktu X. so torej po pravici očitali simonijo, ki jo je enačil duhovni oče bule - kardinal Humbert s herezijo.  Odlok o papeških volitvah je bil objavljen torej zato, da bi v prihodnje preprečil simonijo oziroma prekupčevanje s cerkvenimi službami. 

Papeška bula In nomine Domini je dala pravico do volitve papeža le kardinalom-škofom. Cesar ni smel predlagati kandidata ali preprečiti njegovo izvolitev, ampak jo je smel le potrditi. Redno se morajo volitve vršiti v Rimu. Papež postane papež v trenutku izvolitve in sprejetja in ne šele v trenutku kronanja, umeščanja odnosno ustoličenja. 

## Vsebina
S to bulo sta lateranski zbor in papež prenesla volilno pravico na kardinale-škofe; kardinali nižjega reda, kot kardinali-duhovniki in kardinali-diakoni so morali privoliti naknadno. Cesarju in njegovim naslednikom je bila zagotovljena – pod določenimi pogoji – pravica do potrditve. Ta listina je hotela razveljaviti volitve protipapeža. Zato je zagrozila tistim, ki bi ji dejansko nasprotovali,  z izobčenjem. 

## Sestava listine
Odlok je sinodalna listina, ki je sestavljena po zgledu srednjeveških pisem iz papeške pisarne. Začne se z uvodom, kjer je naveden datum, kraj in navzoči na sinodi pod predsedanjem papeža Nikolaja. Sledijo si po tem zaporedju podpisi papeža, članov rimske Cerkve, naškofje in škofje. Vsebina se začenja z besedami: »pontifex (Nicolaus)… inquit«, ko sledi razlaga, kaj so sklenili papež Nikolaj in omenjeni. Samo jedro sestavljajo trije deli: predgovor (narratio), nakar sledijo posamezne določbe (dispositio),  ki se končujejo z grožnjo za kaznovanje tistih, ki se predpisov ne bi držali ali comminatio (kazenski izrek).  Predgovor podaja razloge, zaradi katerih je bil odlok objavljen: ustvarila ga je skrb, da se ne bi ponovile okoliščine, ki so nastale po smrti Štefana IX.. 

Zanimivo, da obstajata dve različici te papeške bule, in sicer papeška ter cesarska. Začetek in konec cesarske različice sta enaka papeški, razen besede ali dveh. Razliko lahko najdemo v številčenju paragrafov. V cesarski verziji so volivci vsi kardinali in ne le kardinali-škofje; poleg tega ima cesar širša pooblastila. 

## Določbe glede papeških volitev
1. Način volitev (ordo electionis) : kardinali-škofi se morajo skrbno posvetovati in k temu pritegniti tudi kardinale-klerike. Druga duhovščina in ljudstvo lahko pritrdijo šele po volitvah.
2. Kandidat: Redno naj bo iz Rimske Cerkve; obstaja pa možnost, da bodoči papež ne bo iz rimske Cerkve, če ne ponuja primernega kandidata.
3. Kraj: Če volitev iz utemeljenih razlogov (npr. vojna) ni mogoče opraviti v Rimu, je mogoče voliti na kakem drugem ustreznem kraju, kjer se lahko zbere vsaj nekaj kardinalov. To daljnovidno določilo je prišlo prav še stoletja pozneje, ko so na primer zaradi Napoleonovih vojn mogli izvoliti papeža Pija VII. daleč od Rima in sicer v Benetkah.

## Ocena
In nomine Domini je bila prva od vrste papeških bul, ki so temeljito prenovile postopek volitev za sedež sv. Petra. Bula vsekakor ni popolnoma odpravila vpliv cesarske stranke. Pravzaprav je moč svetorimskega cesarja polagoma pojemala, dokler se ni moral odpovedati svoje pravice pri imenovanju papeža 23. septembra 1122 z Wormškim sporazumom.

Bula je bila sredstvo za utrditev vloge kardinalskega zbora pri papeških volitvah; ta vloga se je okrepila z izvolitvijo Inocenca II. 1130. Prvič so se kardinali odlikovali kot skupina z največjimi pravicami v Cerkvi, vključno z volitvijo naslednika apostola Petra. 